# Australian Cricket Hall of Fame
L’Australian Cricket Hall of Fame, littéralement « Temple de la renommée du cricket australien » est un Hall of Fame consacré à la mémoire des meilleurs joueurs de l'équipe d'Australie de cricket de tous les temps. Conçu par le Melbourne Cricket Club, il est inauguré en 1996 par le premier ministre australien John Howard. Dix joueurs en font partie à son ouverture, et de nouveaux membres sont intégrés chaque année lors de la cérémonie de remise des prix de la médaille Allan-Border.

## Critères d'admission
Pour pouvoir être intégré au hall of fame, un joueur doit respecter les critères suivants :
- Avoir pris sa retraite depuis au moins cinq ans.
- L'intégration n'est pas basée que sur les statistiques.
- Le joueur doit avoir influencé la manière dont le cricket est joué.
- Il doit avoir joué au moins vingt tests, ou marqué au moins 1000 runs ou pris au moins 75 wickets.
- Il doit avoir joué dans au moins un autre pays que l'Australie.

## Comité de sélection
Le comité de sélection comprend l'ancien manager du Melbourne Cricket Club, d'anciens capitaines de l'équipe d'Australie, Richie Benaud et Bill Lawry, le chef de Cricket Australia et des représentants des médias.

## Joueurs honorés

### Membres inauguraux
Dix joueurs sont admis à l'Australian Cricket Hall of Fame lors de son inauguration en 1996.
| Joueur             | Carrière internationale | Rôle               |
| ------------------ | ----------------------- | ------------------ |
| Fred Spofforth     | 1877–1887               | fast bowler        |
| Jack Blackham      | 1877–1894               | gardien de guichet |
| Victor Trumper     | 1899–1912               | batteur            |
| Clarrie Grimmett   | 1925–1936               | spin bowler        |
| Bill Ponsford      | 1924–1934               | batteur            |
| Sir Donald Bradman | 1928–1948               | batteur            |
| Bill O'Reilly      | 1932–1946               | spin bowler        |
| Keith Miller       | 1946–1956               | all-rounder        |
| Ray Lindwall       | 1946–1960               | fast bowler        |
| Dennis Lillee      | 1971–1984               | fast bowler        |

### Admissions depuis 2000
- 2000 :
  - Warwick Armstrong
  - Neil Harvey
  - Allan Border
- 2001 :
  - Bill Woodfull
  - Arthur Morris
- 2002 :
  - Greg Chappell
  - Stan McCabe
- 2003 :
  - Ian Chappell
  - Lindsay Hassett
- 2004 :
  - Hugh Trumble
  - Alan Davidson
- 2005 :
  - Clem Hill
  - Rod Marsh
- 2006 :
  - Bob Simpson
  - Monty Noble
- 2007 :
  - Charlie Macartney
  - Richie Benaud
- 2008 :
  - George Giffen
  - Ian Healy
- 2009 :
  - Steve Waugh
- 2010 :
  - Bill Lawry
  - Garth McKenzie
- 2011 :
  - Mark Taylor
  - Doug Walters
- 2012 :
  - Shane Warne
- 2013[2] :
  - Glenn McGrath
  - Charlie Turner
- 2014:
  - Belinda Clark
  - Mark Waugh